# Alfredo Berti
Alfredo Berti (n. Empalme Villa Constitución, Santa Fe, 5 de octubre de 1971) es un exfutbolista y actual director técnico argentino. Actualmente dirige a Independiente Rivadavia.

## Trayectoria

### Como jugador
Se desempeñó como mediocampista. Su primer club fue el Club Atlético Newell's Old Boys. Jugó en México, en el Atlas de Guadalajara; en Colombia, en el América de Cali; y retornó a Argentina para jugar Boca Juniors. En su paso por Boca Juniors, sufrió diversas lesiones, que llevaron a tres operaciones, de las que nunca se recuperó. Berti demandó a Boca Juniors por su temprano retiro. Tras varios años de litigio, la justicia falló en favor del jugador, ordenando al club a pagar USD 2 millones en concepto de indemnización.

### Como entrenador

#### Newell's
Luego de ser ayudante de Marcelo Bielsa en la Selección de Chile, dirigió las divisiones inferiores de Newell's. El 24 de julio de 2013 asumió como entrenador del primer equipo, sucediendo a Gerardo Martino quien marchó al Barcelona de España. En sus primeros 11 partidos sumó 26 puntos, siendo un récord para el club. Pero en los 8 partidos restantes del torneo no consiguió ninguna victoria y esto lo llevó a perder el título en la última fecha. El 10 de abril de 2014, renuncia al cargo tras ser eliminado de la Copa Libertadores 2014, a manos de Atlético Nacional.

#### Aldosivi
En junio de 2014, fue anunciado como entrenador de Aldosivi. Sin embargo, en octubre del mismo año, presentó su renuncia luego de una serie de malos resultados que alejaron al equipo marplatense de los puestos de ascenso.

#### Independiente Rivadavia
En abril de 2017, Berti fue confirmado como entrenador de Independiente Rivadavia, que luchaba por no descender al Torneo Federal A. Luego de salvar al club del descenso, dejó su cargo el 3 de agosto.

#### Argentinos Juniors
El 4 de agosto de 2017, fue oficializado como entrenador de Argentinos Juniors, reemplazando a Gabriel Heinze. En la temporada 2017-18, el club terminará en la posición N°12 y se salvó de perder la categoría. Sin embargo, luego de un mal inicio en el siguiente torneo, dejó su cargo en septiembre de 2018.

#### Belgrano
El 10 de junio de 2019, se oficializó su contratación en Belgrano, que había descendido a la Primera B Nacional. Sin embargo, tres meses después, anunció su salida del club luego de una serie de malos resultados.

#### Central Córdoba (SdE)
El 2 de junio de 2020, Berti fue anunciado como entrenador de Central Córdoba. Luego de dirigir seis partidos, dejó el club de mutuo acuerdo tras el cierre de la fase de grupos de la Copa Diego Maradona.

#### Sportivo Luqueño
En mayo de 2021, fue confirmado como entrenador del Sportivo Luqueño, siendo su primera experiencia en el extranjero. No obstante, fue despedido de su cargo en septiembre del mismo año, con el club cerca de la zona de descenso.

#### Barracas Central
El 28 de febrero de 2022, Berti fue oficializado como entrenador de Barracas Central. Luego de dirigir 21 encuentros, presentó su renuncia en julio del mismo año tras una derrota ante Estudiantes de La Plata.

#### Nueva etapa en Independiente Rivadavia
En abril de 2023, inició su segunda etapa en Independiente Rivadavia. El 29 de octubre, obtuvo el ascenso a la Liga Profesional luego de vencer por 2-0 a Almirante Brown. Sin embargo, unas semanas más tarde, anunció que no continuaría al frente del club mendocino.
El 27 de agosto de 2024, comenzó su tercer ciclo al frente del equipo argentino y firmó un contrato hasta diciembre de 2025 con cláusula de salida a finales del 2024. En su nuevo ciclo, logró mantener al equipo en la Liga Profesional 2024, asegurando la permanencia varias fechas antes del final del campeonato. Además, en julio de 2025, el equipo clasificó por primera vez en su historia a los octavos de final de la Copa Argentina, tras eliminar a Platense por penales luego de empatar 2-2 en tiempo reglamentario.

## Clubes

### Como jugador
| Club              | País      | Año       |
| ----------------- | --------- | --------- |
| Newell's Old Boys | Argentina | 1992-1994 |
| Atlas             | México    | 1995      |
| América de Cali   | Colombia  | 1996      |
| Newell's Old Boys | Argentina | 1996      |
| Boca Juniors      | Argentina | 1997-2000 |

### Estadísticas como entrenador
| Equipo                            | Div.                             | Liga                             | Estadísticas | Estadísticas | Estadísticas | Estadísticas | Estadísticas | Estadísticas | Estadísticas | Estadísticas | Estadísticas |
| Equipo                            | Div.                             | Liga                             | PJ           | G            | E            | P            | GF           | GC           | DG           | Puntos       | Efect.%      |
| --------------------------------- | -------------------------------- | -------------------------------- | ------------ | ------------ | ------------ | ------------ | ------------ | ------------ | ------------ | ------------ | ------------ |
| Newell's Old Boys Argentina       | 1.ª                              | 2013/14                          | 31           | 11           | 12           | 8            | 39           | 31           | +8           | 45           | 48.39%       |
| Newell's Old Boys Argentina       | 1.ª                              | Libertadores 2014                | 6            | 2            | 2            | 2            | 10           | 7            | +3           | 8            | 44.44%       |
| Newell's Old Boys Argentina       | Total                            | Total                            | 37           | 13           | 14           | 10           | 49           | 38           | +11          | 53           | 47.75%       |
| Aldosivi Argentina                | 2.ª                              | 2014                             | 15           | 4            | 6            | 5            | 10           | 12           | -2           | 18           | 40%          |
| Aldosivi Argentina                | Total                            | Total                            | 15           | 4            | 6            | 5            | 10           | 12           | -2           | 18           | 40%          |
| Independiente Rivadavia Argentina | 2.ª                              | 2016-17                          | 15           | 7            | 5            | 3            | 20           | 12           | +8           | 26           | 57.78%       |
| Independiente Rivadavia Argentina | 2.ª                              | Copa Argentina 2017              | 1            | 0            | 0            | 1            | 0            | 1            | -1           | 0            | 0%           |
| Independiente Rivadavia Argentina | Total                            | Total                            | 16           | 7            | 5            | 4            | 20           | 13           | +7           | 26           | 54.17%       |
| Argentinos Juniors Argentina      | 1.ª                              | 2017-18                          | 27           | 12           | 5            | 10           | 36           | 30           | +6           | 41           | 50.62%       |
| Argentinos Juniors Argentina      | 1.ª                              | Copa Argentina 2017-18           | 3            | 1            | 1            | 1            | 2            | 3            | -1           | 4            | 44.44%       |
| Argentinos Juniors Argentina      | 1.ª                              | 2018-19                          | 5            | 1            | 2            | 2            | 2            | 2            | 0            | 5            | 33.33%       |
| Argentinos Juniors Argentina      | Total                            | Total                            | 35           | 14           | 8            | 13           | 40           | 35           | +5           | 50           | 47.62%       |
| Belgrano Argentina                | 2.ª                              | 2019-20                          | 13           | 2            | 7            | 4            | 17           | 19           | -2           | 13           | 33.33%       |
| Belgrano Argentina                | 2.ª                              | Copa Argentina 2018-19           | 1            | 0            | 0            | 1            | 0            | 1            | -1           | 0            | 0%           |
| Belgrano Argentina                | Total                            | Total                            | 14           | 2            | 7            | 5            | 17           | 20           | -3           | 13           | 30.95%       |
| Central Córdoba (SdE) Argentina   | 1.ª                              | Copa Maradona 2020               | 6            | 1            | 2            | 3            | 5            | 9            | -4           | 5            | 27.78%       |
| Central Córdoba (SdE) Argentina   | Total                            | Total                            | 6            | 1            | 2            | 3            | 5            | 9            | -2           | 5            | 27.78%       |
| Sportivo Luqueño Paraguay         | 1.ª                              | Apertura 2021                    | 2            | 0            | 0            | 2            | 2            | 7            | -5           | 0            | 0%           |
| Sportivo Luqueño Paraguay         | 1.ª                              | Clausura 2021                    | 8            | 3            | 1            | 4            | 7            | 14           | -7           | 10           | 41.67%       |
| Sportivo Luqueño Paraguay         | 1.ª                              | Copa Paraguay 2021               | 1            | 1            | 0            | 0            | 3            | 0            | +3           | 3            | 100%         |
| Sportivo Luqueño Paraguay         | Total                            | Total                            | 11           | 4            | 1            | 6            | 12           | 21           | -9           | 13           | 39.39%       |
| Barracas Central Argentina        | 1.ª                              | Copa de la LPF 2022              | 10           | 6            | 1            | 3            | 15           | 15           | 0            | 19           | 63.33%       |
| Barracas Central Argentina        | 1.ª                              | Copa Argentina 2021-22           | 2            | 1            | 0            | 1            | 4            | 4            | 0            | 3            | 50%          |
| Barracas Central Argentina        | 1.ª                              | 2022                             | 9            | 2            | 3            | 4            | 11           | 15           | -4           | 9            | 33.33%       |
| Barracas Central Argentina        | Total                            | Total                            | 21           | 9            | 4            | 8            | 30           | 34           | -4           | 31           | 49.21%       |
| Independiente Rivadavia Argentina | 2.ª                              | 2023                             | 27           | 19           | 5            | 3            | 39           | 17           | +22          | 62           | 76.54%       |
| Independiente Rivadavia Argentina | 2.ª                              | Copa Argentina 2023              | 1            | 0            | 0            | 1            | 0            | 2            | -2           | 0            | 0%           |
| Independiente Rivadavia Argentina | 1.ª                              | 2024                             | 15           | 6            | 5            | 4            | 15           | 16           | -1           | 22           | 51.11%       |
| Independiente Rivadavia Argentina | 1.ª                              | Apertura 2025                    | 17           | 7            | 6            | 4            | 20           | 18           | +2           | 27           | 52.94%       |
| Independiente Rivadavia Argentina | 1.ª                              | Copa Argentina 2025              | 3            | 2            | 1            | 0            | 5            | 3            | +2           | 7            | 77.78%       |
| Independiente Rivadavia Argentina | 1.ª                              | Clausura 2025                    | 5            | 1            | 1            | 3            | 5            | 7            | -2           | 4            | 26.67%       |
| Independiente Rivadavia Argentina | Total                            | Total                            | 68           | 35           | 18           | 15           | 84           | 63           | +21          | 123          | 60.29%       |
| Independiente Rivadavia Argentina | Total en Independiente Rivadavia | Total en Independiente Rivadavia | 84           | 42           | 23           | 19           | 104          | 76           | +28          | 149          | 59.84%       |
| Total en sus equipos              | Total en sus equipos             | Total en sus equipos             | 223          | 89           | 65           | 69           | 267          | 245          | +22          | 332          | 49.63%       |

Actualizado el 17 de agosto de 2025. 

#### Resumen por competencias
| Competición                   | PD  | G  | E  | P  | GF  | GC  | Dif. | Rendimiento | Mejor resultado        |
| ----------------------------- | --- | -- | -- | -- | --- | --- | ---- | ----------- | ---------------------- |
| Primera División de Argentina | 109 | 40 | 34 | 35 | 128 | 119 | +9   | 47.1%       | Cuarto lugar           |
| Primera B Nacional            | 70  | 32 | 23 | 15 | 86  | 60  | +26  | 56.66%      | Campeón                |
| Primera División de Paraguay  | 10  | 3  | 1  | 6  | 9   | 21  | -12  | 33.33%      | Sexto lugar            |
| Copa de la Liga Profesional   | 16  | 7  | 3  | 6  | 20  | 24  | -4   | 50%         | Sexto lugar            |
| Copa Argentina                | 11  | 4  | 2  | 5  | 11  | 14  | -3   | 42.42%      | Octavos de final       |
| Copa Paraguay                 | 1   | 1  | 0  | 0  | 3   | 0   | +3   | 100%        | Dieciseisavos de final |
| Copa Libertadores de América  | 6   | 2  | 2  | 2  | 10  | 7   | +3   | 44.44%      | Fase de grupos         |
| Total                         | 223 | 89 | 65 | 69 | 267 | 245 | +22  | 49.63%      | Un título              |

## Palmarés

### Como jugador

#### Torneos locales
| Título           | Club              | País      | Año    |
| ---------------- | ----------------- | --------- | ------ |
| Primera División | Newell's Old Boys | Argentina | C-1992 |

### Como entrenador

#### Torneos locales
| Título             | Club                    | País      | Año  |
| ------------------ | ----------------------- | --------- | ---- |
| Primera B Nacional | Independiente Rivadavia | Argentina | 2023 |